# Crkva Srca Isusova u Zvorniku
Crkva Srca Isusova, zapravo obnovljena crkva sv. Marije, bila je rimokatolička crkva u Zvorniku.
Nešto prije izgradnje ove crkve obnovljena je župa izdvajanjem dijela župa od župe Bijeljine. Dok nije izgrađena ova nova crkva, bogloslužje se obavljalo u sobi u trošnom župnom stanu. 
Izgrađena je nakon što je stara crkva zbog trošnosti i zbog političkih interesa morala biti napuštena. Stoga su katolički vjernici dali sagraditi novu crkvu. Iz stare su crkve preselili inventar. Nova je crkva sagrađena 1903. godine u središtu grada kod financijske vojarne. Drvena crkvica sagrađena je 1907. godine.
Nakon drugog svjetskog rata komunisti su nacionalizirali, zatim srušili 1946. godine. Od građevinskog materijala od srušene crkve gradili su žitno spremište. Na mjestu te crkve izgradili su današnju zgradu Pošte, a crkvu su srušili. Ostao je drveni zvonik.